# Lijst van Nederlandse prefixen
Het prefix is een taalkundig voorvoegsel. In het Nederlands komen onder meer de volgende prefixen voor:

## Werkwoordvormende en -veranderende voorvoegsels

### be-
toegevoegd aan onovergankelijke werkwoorden; kent aan de actie van het werkwoord een lijdend voorwerp toe (maakt een onovergankelijk werkwoord overgankelijk).
- ik werk - ik bewerk het
- ik gluur - ik begluur hem

toegevoegd aan overgankelijke werkwoorden; vormt een nieuw overgankelijk werkwoord met een versterkende betekenis. 
- schrijven - beschrijven
- hangen - behangen

toegevoegd aan werkwoorden; vormt een gesloten groep van onovergankelijke werkwoorden waarbij het enkel een versterkende betekenis heeft.
- derven - bederven
- vallen - bevallen

toegevoegd aan bijvoeglijk naamwoorden; geeft aan dat het werkwoord voorzien is of wordt van datgene dat het bijvoeglijk naamwoord aanduidt.
- vuil - bevuilen
- koel - bekoelen

toegevoegd aan zelfstandig naamwoorden; geeft aan dat het werkwoord voorzien is of wordt van datgene dat het zelfstandig naamwoord aanduidt.
- bos - bebossen
- glas - beglazen

### ge-
toegevoegd aan werkwoorden; vormt een voltooid deelwoord bij het werkwoord
- zeggen - gezegd
- binden - gebonden

toegevoegd aan werkwoorden; vormt een gesloten groep werkwoorden waarbij het oorspronkelijk een collectieve, voltooide of versterkende betekenis had. 
- beuren - gebeuren
- dragen - gedragen
- (bruiken) - gebruiken

### her-
Toegevoegd aan werkwoorden; vormt een werkwoord dat een herhaling van de actie aangeeft. 
- bouwen - herbouwen
- krijgen - herkrijgen

Toegevoegd aan werkwoorden; vormt een werkwoord dat een terugkeer naar een oorspronkelijke situatie aangeeft.
- stellen - herstellen
- roepen - herroepen

Toegevoegd aan werkwoorden; vormt een werkwoord dat een wijziging, of een gewijzigde herhaling aangeeft.
- vormen - hervormen
- schrijven - herschrijven

### ont-
toegevoegd aan werkwoorden; vormt een werkwoord waarbij het resultaat ongedaan wordt gemaakt. 
- hullen - onthullen: bekend maken wat eerst verborgen was
- sluiten - ontsluiten: open of toegankelijk maken

toegevoegd aan werkwoorden; geeft de betekenis van verwijdering aan het werkwoord.
- vluchten - ontvluchten
- lopen - ontlopen

toegevoegd aan werkwoorden; vormt inchoatieve werkwoorden (beginnen met of overgaan tot de door het grondwoord genoemde werking). 
- branden - ontbranden
- dooien - ontdooien

toegevoegd aan bijvoeglijk naamwoorden; vormt werkwoorden die de toestand die het bijvoeglijk naamwoord aanduidt, ongedaan wordt gemaakt.
- vet - ontvetten: het weghalen van vet
- rond - ontronden: minder rond maken

toegevoegd aan zelfstandig naamwoorden; vormt werkwoorden die aangeven dat de zaak die het zelfstandig naamwoord aanduidt, ergens van worden ontdaan.
- bos - ontbossen
- hoofd - onthoofden

### ver-
toegevoegd aan werkwoorden; geeft een verandering of een versterking aan.
- binden - verbinden
- blijven - verblijven
- kiezen - verkiezen

toegevoegd aan werkwoorden; geeft een verandering ten kwade aan.
- doen - verdoen
- werpen - verwerpen
- spillen - verspillen
- dwalen - verdwalen
- leren - verleren

toegevoegd aan werkwoorden; geeft de omgekeerde transactie aan.
- kopen - verkopen
- huren - verhuren
- noemen - vernoemen
- sieren - versieren

toegevoegd aan bijvoeglijk naamwoorden; geeft een veranderende of versterkende betekenis aan, die het bijvoeglijk naamwoord aanduidt. 
- lam - verlammen: lammer worden
- laag - verlagen: lager maken

toegevoegd aan zelfstandig naamwoorden; geeft een verandering aan, die het zelfstandig naamwoord aanduidt. 
- vel - vervellen: van vel veranderen.
- deel - verdelen: in delen maken.

## Voorvoegsels bij zelfstandige en bijvoeglijke naamwoorden

### Ontkenning
De voorvoegsels on-, non- en niet- worden gebruikt om een ontkenning van de hoofdbetekenis van het grondwoord aan te geven.
| Voorvoegsel | Soort grondwoord                   | Grondwoord         | Resultaat                    |
| ----------- | ---------------------------------- | ------------------ | ---------------------------- |
| on-         | Zelfstandig naamwoord              | recht tucht mens   | onrecht ontucht onmens       |
| on-         | Bijvoeglijk naamwoord              | rechtmatig machtig | onrechtmatig onmachtig       |
| on-         | Voltooid deelwoord                 | gebonden gegeneerd | ongebonden ongegeneerd       |
| niet-       | Onvoltooid deelwoord               | bindend toereikend | niet-bindend niet-toereikend |
| non-        | Zelfstandig naamwoord              | issue              | non-issue                    |
| non-        | Bijvoeglijk naamwoord              | actief             | non-actief                   |
| non-        | Zelfstandig naamwoord (Nederlands) | maatregel muziek   | non-maatregel non-muziek     |

Het prefix non- komt vaak voor in combinatie met aan andere talen ontleende woorden, maar heeft een ironisch of cynisch effect bij typisch Nederlandse woorden. Het voorvoegsel on- vormt vaak een combinatie met abstracte woorden. Ook kan het een woord een negatieve betekenis geven, negatiever dan het grondwoord zonder het prefix.
| Voorvoegsel | Soort grondwoord      | Grondwoord      | Resultaat           |
| ----------- | --------------------- | --------------- | ------------------- |
| on-         | Zelfstandig naamwoord | weer kruid      | onweer onkruid      |
| on-         | Voltooid deelwoord    | gesteld bedacht | ongesteld onbedacht |

### Pejoratief: negatieve gevoelswaarde
Het voorvoegsel wan- is een negatieve kwalificatie. Alleen zelfstandig naamwoorden met een abstracte betekenis en daarbij horende overgankelijke werkwoorden kunnen ermee worden samengevoegd, hoewel het eerste meer voorkomt dan het laatstgenoemde.
| Voorvoegsel | Soort grondwoord          | Grondwoord         | Resultaat                   |
| ----------- | ------------------------- | ------------------ | --------------------------- |
| wan-        | Zelfstandig naamwoord     | daad betaling orde | wandaad wanbetaling wanorde |
| wan-        | Overgankelijk werkwoord   | betalen            | wanbetaler                  |
| wan-        | Onovergankelijk werkwoord | boffen             | wanboffen                   |

### Rang

#### Aarts- en opper-
Het voorvoegsel 'aarts-' stamt af van het Griekse archein, dat heersen betekent. De betekenis was dus de 'heersende' en vervolgens de 'hoogste', de'grootste', de 'belangrijkste' de 'eerste'. Een aartsbisschop is de hoogste of belangrijkste bisschop in een bepaald gebied; zijn bisdom heet aartsbisdom. Dit is in veel gevallen het belangrijkste bisdom van een kerkprovincie. Vergelijkbare samenstellingen zijn aartshertog, aartsengel, aartsvader, aartsvijand en aartsrivaal.
In combinatie met negatief grondwoord, heeft aarts- een versterkend karakter. Dit geldt voor onder meer aartsdom en aartslui.
Een voorvoegsel met een vergelijkbare of gelijke betekenis is opper-, maar dit wordt niet in dezelfde samenstellingen gebruikt. Opperhoofd en opperbest zijn voorbeelden hiervan.

#### Super-, hyper- en ultra-
Super-, hyper- en ultra- kunnen een grote hoeveelheid of zelfs een teveel aanduiden, zoals in superintelligent, hyperventileren, hyperactief of ultramodern. In het geval van ultra- beperkt het voorvoegsel zich bij zelfstandige naamwoorden vooral tot wetenschappelijke en technische termen, zoals ultraviolet.
Waar het bij aarts- om personen en hun eigenschappen gaat, gaat het bij super- (meer) om zaken en begrippen. Bijvoorbeeld bij supermarkt, supercomputer en meer afgeleid van het oorspronkelijke Latijnse grondwoord supranationaal, superlatief.

#### Vice- en sub-
In plaats van super- zijn aarts- en opper- meer gebruikt als het gaat om de aanduiding van een hogere rang. Bij een lagere rang gebruikt men vaak vice-. Bij personen is het voorvoegsel vice- veel gebruikelijker dan sub-.
| Voorvoegsel | Soort grondwoord | Grondwoord         | Resultaat                  |
| ----------- | ---------------- | ------------------ | -------------------------- |
| aarts-      | persoon          | bisschop rivaal    | aartsbisschop aartsrivaal  |
| vice-       | persoon          | premier voorzitter | vicepremier vicevoorzitter |
| sub-        | begrip           | groep              | subgroep                   |
| sub-        | persoon          | diaken             | subdiaken                  |

Loco- betekent (evenals adjunct-) plaatsvervangend en kan als voorvoegsel uitsluitend samen met burgemeester en secretaris.
In beperkte gevallen kan ultra- worden gebruikt. Deze woorden hebben de neiging echter om negatief te worden opgevat na verloop van tijd: ultraorthodox, ultrarechts.

### Tegenstellingen en tegenovergestelden
Met pro- en contra- geeft met voors en tegens aan. Een indicatie voor antibiotica is bijvoorbeeld een longontsteking. Een eventuele contra-indicatie zou hier een allergie kunnen zijn voor deze medicatie. Bij contraproductief bedoelt men dat beoogde effect niet behaald wordt; in het voorgaande voorbeeld zou men genezing willen zien, terwijl de allergie tegen een medicijn iemand ziek maakt. Antibiotica zijn dus contraproductief bij een allergie hiervoor. Een contrabeweging zet zich tegen iets in. Contracommunistisch kan dus prokapitalistisch zijn.
Een contrajoodse beweging zal men niet aantreffen, bij gebrek aan een absoluut tegenovergestelde van het jodendom. Derhalve spreekt men van antijoods en antisemitisme waar het gaat om bewegingen die joden en het Jodendom discrimineren. Anti- is dus meer tegen, zoals in tegenstander. Men kan (tegen)stander van een politieke stroming zijn, zoals een anticommunist tegen communisme is. Bij contra- doelt men op meer tegen dan op een tegenstelling ten opzichte van het grondwoord. Een contrademonstratie is zodoende wel degelijk een demonstratie. En contrademonstratie wordt vaak georganiseerd tegenover een andere demonstratie met tegengesteld doel. Een voorbeeld is een demonstratie tegen discriminatie als reactie op een demonstratie van neonazi's. Antidemonstratie als begrip is hier niet juist, omdat er sprake van een demonstratie, en niet van het tegenovergestelde van een demonstratie.
Anti- kent nog een gebruik naast het bovengenoemde. Het gaat dan niet over tegen-zijn maar over een antoniem. Een antoniem wordt dan gevormd door anti- voor het grondwoord te plaatsen.
| Voorvoegsel | Grondwoord     | Resultaat         |
| ----------- | -------------- | ----------------- |
| anti-       | climax         | anticlimax        |
| anti-       | communistisch  | anticommunistisch |
| pro-        | kapitalistisch | prokapitalistisch |

Het woord antisemitisme is op deze regels een uitzondering.

### Voormalig
De voorvoegsels ex- en oud- betekenen hetzelfde en gaan voor een zelfstandig naamwoord dat een persoon aanduidt. Ze geven aan dat het zelfstandig naamwoord, een functie of rol, niet meer van toepassing op die persoon. De voorvoegsels zijn in het algemeen inwisselbaar, maar het kan zijn dat een van beide een (duidelijke) voorkeur heeft.
| Voorvoegsel | Grondwoord   | Resultaat                         | inwisselbaar? |
| ----------- | ------------ | --------------------------------- | ------------- |
| ex-, oud-   | burgemeester | oud-burgemeester, ex-burgemeester | mogelijk      |
| ex-         | man vrouw    | ex-man ex-vrouw                   | niet mogelijk |
| oud-        | bewoner      | oud-bewoner                       | niet mogelijk |

### Abstracte begrippen afgeleid van een werkwoord
Met het voorvoegsel ge- is het mogelijk van een werkwoordstam een abstract begrip te maken.
| Voorvoegsel | Grondwoord              | Resultaat               |
| ----------- | ----------------------- | ----------------------- |
| ge-         | zeuren piekeren fluiten | gezeur gepieker gefluit |

Op deze mogelijkheden is een aantal uitzonderingen. Van gaan, slaan, staan en zien ontbreken vormen met ge-. Enkele andere werkwoorden vormen met ge- samen een zeer concreet begrip, zoals gebouw. Alle samenstellingen met ge- hebben overigens een onzijdig woordgeslacht.

### Herhaling
Met her-, weder- of re- geeft men aan dat iets opnieuw gebeurt. Zoals bij herindicatie, herboren worden, herzien. Uitzonderingen hierop is een aantal metoniemen, zoals een herexamen, waarbij een ander examen wordt afgelegd dat een herkansing is. Het examen zelf vindt geen tweede keer plaats. Re- wordt meer gebruikt samen met stammen van vreemde oorsprong zoals re-integratie of reïncarnatie. Voorbeelden met weder- zijn wederopneming en wedergeboorte.

### Oorsprong of originaliteit
Het voorvoegsel oer- duidt een absolute oorspronkelijkheid aan of een absoluut begin in de chronologie, zoals in oerwoud, oertijd, oerkomisch, oerkreet en oermens.

### Wetenschappelijke termen
Tal van termen uit de wetenschap, techniek en andere vakken, kennen nog een groot aantal voorvoegsels. Deze zijn niet zelden uit het Latijn of Oudgrieks afkomstig.
| Voorvoegsel | Grondwoord            | Resultaat                     | Betekenis                                                                     |
| ----------- | --------------------- | ----------------------------- | ----------------------------------------------------------------------------- |
| pre-        | nataal historie       | prenataal prehistorie         | voor de geboorte voor aanvang van de geschreven geschiedenis                  |
| post-       | mortaal communistisch | postmortaal postcommunistisch | na de dood/het overlijden na het communistisch tijdperk                       |
| inter-      | nationaal menselijk   | internationaal intermenselijk | tussen naties tussen mensen                                                   |
| auto-       | biografie seksueel    | autobiografie autoseksueel    | levensbeschrijving seksueel op zichzelf gericht, masturbatie                  |
| neo-        | liberaal nazi         | neoliberaal neonazi           | aanhanger van een nieuwe conservatieve stroming naoorlogse nationaalsocialist |
| pan-        | Europees theïst       | pan-Europees pantheïst        | betreffende geheel Europa hij die gelooft dat alles goddelijk is              |
| pseudo-     | Latijn kroep          | pseudo-Latijn pseudokroep     | bewust gelijkend op Latijn aandoening gelijkend op kroep                      |